# Angel (canción de The Corrs)
"Angel" fue el segundo sencillo del álbum Borrowed Heaven, del grupo irlandés The Corrs, editado en 2004. 
La canción es un tributo a Jean Corr, madre de The Corrs, fallecida en 1999. En el vídeo promocional fue rodado en Lake Park en Roundwood, y en él se puede ver la celebración de una boda campestre en un típico paraje irlandés. The Corrs son los responsables de amenizar el baile con "Angel".

## Temas
- Europa, México y Asia

1. "Angel"
2. "Angel (acústico)"

- Europa Digital EP

1. "Angel"
2. "Angel (Acústico)"
3. "Goodbye (Acústico)"

- Europe (Edición limitada)

1. "Angel"
2. "Goodbye (Acústico)"
3. "Angel (Videoclip)"
4. "Angel (Video directo)"
5. "Entrevista"

## Ventas
| Chart                     | Posición |
| ------------------------- | -------- |
| Australian Singles Chart) | 65       |
| Austria Top 40            | 75       |
| Brazilian Singles Chart   | 73       |
| German Singles Chart      | 84       |
| [Irish Singles Chart      | 19       |
| Mega Top Netherlands      | 73       |
| New Zealand Singles Chart | 36       |
| España Promusicae         | 14       |
| Singles Suiza Chart       | 53       |
| UK Singles Chart          | 16       |